# Davidoff (violon Stradivarius)
Pour les articles homonymes, voir Davidoff (homonymie).
Le stradivarius Davidoff est un violon fabriqué en 1708 par le luthier de Crémone Antonio Stradivari. L'instrument est considéré par les spécialistes comme très proche du Tua, un autre violon de 1708. Son nom fait référence au général et conseiller politique russe Davidoff, amateur de musique et de violon. Il a notamment été joué par les solistes Fritz Kreisler ou Pierre Amoyal. L'instrument appartient à la collection du Musée de la musique de Paris.

## Description

### Authenticité
Le violon Davidoff a été fabriqué par le luthier crémonais Antonio Stradivari en 1708,.
L'étiquette du Stradivarius Davidoff est celle originale. Elle mentionne l'année de fabrication, le nom latinisé du luthier Antonio Stradivari  ainsi que le monogramme « A. + S. »,.

« Antonio Stradivarius Cremonensis, faciebat anno 1708, A. + S. »

— Inscription sur l'étiquette du Stradivarius Davidoff

### Caractéristiques
Le Stradivarius Davidoff appartient à l'âge d'or d'Antonio Stradivari. Fabriqué la même année que le Stradivarius Tua, le Davidoff est conçu avec les mêmes dimensions et moule ainsi que des bois identiques,,.
Au total, le Stradivarius Davidoff mesure 60 centimètres de long. Les largeurs maximales de l'instrument sont d'environ 20,6 et 16,8 centimètres dans les parties larges de la caisse, au premier (niveau du cordier) et dernier (vers la touche) tiers,. La largeur minimale (second tiers ; au niveau du chevalet) est d'environ 11,1 centimètres,.
Le fond de l'instrument est constitué d'une seule pièce d'érable dont les ondes sont larges et prononcées,, . Le fond mesure environ 35,9 centimètres.
La table d'harmonie est constituée de deux pièces d'épicéa ou de sapin. Les deux pièces sont issues de bois différents.
Les éclisses sont faites en érable ondé,,.
La touche et le cordier de l’instrument sont en ébène. Les chevilles sont en palissandre et ornées d'un bouton doré.
La tête et le manche du Davidoff présentent des traces d'entures indiquant un travail de lutherie comme des changements de ces pièces,.
Deux études dendrologiques ont établi que le bois le plus ancien du Davidoff date de 1697 et 1698.
Le vernis du Davidoff est de couleur dorée orangée ou rouge orangée,. Une partie importante du vernis d'origine se trouve sur l'instrument.
Le Davidoff est un violon réputé pour son esthétisme avec des teintes rouges brillantes et des proportions harmonieuses. Jean-Philippe Échard indique que ces qualités esthétiques sont dues aux traitements apportés à l'instrument ainsi qu'à la composition chimique du vernis. Tout d'abord, le bois du violon a d'abord été préparé à l'huile. Cette préparation permet de mieux réfléchir la luminosité sur l'instrument et augmente les qualités esthétiques du bois ondé du Stradivarius. De plus, une concentration importante de pigments rouges translucides se trouvent dans le vernis, apportant une coloration lumineuse. La symétrie des différentes pièces est marquée et certaines pièces, comme la volute, présentent une maîtrise d'exécution poussée.
Malgré des traces d'usure et de réparations, l'état général du Davidoff est considéré comme très bon.

### Qualité sonore
Sur le plan sonore, une étude publiée en 2012 confirme la très grande proximité entre les Stradivarius Davidoff et Tua. Les spectres sonores des éléments dépendants de la géométrie, notamment de la caisse de résonance, sont très proches et diffèrent significativement de celui d'une reproduction. En revanche, aucune similarité notable n'est relevée pour les spectres des tables d'harmonie et des fonds,.

### Lutherie
Des cassures au niveau de la table d'harmonie ont été consolidées en 1880.

## Histoire
La première trace attestée du Stradivarius Davidoff est liée aux séjours parisien du général et conseiller politique russe Vladimir Alexandrovitch Davidoff à partir des années 1880. Amateur de violon, celui-ci avait acquis l'instrument en Russie à une date inconnue mais le fait examiner par le luthier parisien Charles-Eugène Gand en 1880,.
En 1881, Vladimir Alexandrovitch Davidoff décide de léguer son instrument au Conservatoire de Paris. Les années suivantes, il organise cette donation. Celle-ci devient effective en février 1887, après la mort du général survenue l'année plus tôt. Cette acquisition est d'importance pour l'institution parisienne puisqu'il s'agit du premier Stradivarius entrant dans ses collections,.
Le Davidoff était un instrument prêté aux lauréats du Conservatoire lors du concert de distribution des prix. Fritz Kreisler a ainsi joué sur l’instrument en 1887.
Le Davidoff est régulièrement prêté à des violonistes pour des évènements particuliers ou des enregistrements. Dans ce cadre, Pierre Amoyal a joué sur le Stradivarius en 1977.

## Propriétaires
Les propriétaires et musiciens attestés sont les suivants, :
| Propriétaire                                    | Depuis | Jusqu'en |
| ----------------------------------------------- | ------ | -------- |
| Vladimir Alexandrovitch Davidoff                |        | 1886     |
| Musée de la musique (Cité de la musique, Paris) | 1887   | Actuel   |